# Cölestin August Just
Cölestin August Just, latinisiert auch Coelestin August Just, (* 11. November 1750 in Merseburg; † 21. Mai 1822 in Tennstedt) war ein sächsischer und preußischer Beamter. Er war ab 1794 Vorgesetzter, Freund und Biograph von Novalis.
Just studierte Theologie und Jura an der Universität Leipzig. Er wurde Kreisamtmann des Thüringer Kreises in Tennstedt. Er verwaltete zeitweilig auch die von-Witzleben-Stiftung der Klosterschule Roßleben. Nach der Teilung Sachsens arbeitete er als preußischer Beamter in Tennstedt weiter. 1820 kam er als Regierungsrat nach Erfurt.
Just war seit Juli 1796 verheiratet mit Rahel Dorothea Christiane (geb. Strauß, * 12. Januar 1759 (1757) in Lauchstädt, † 1833 in Dresden), einer Tochter des Oberhofpredigers Johann Gottfried Strauß. Der Witwe des Professors der Medizin an der Universität Wittenberg Christian Friedrich Nürnberger.

## Werke
- De vita et constitvtionibvs [constitutionibus] D. Pertinacis / praeside Avgvsto Friderico Schott ... defendet Coelestinvs Avgvstvs Ivst. Leipzig, Acad., Diss., 1772.
- De disputatione fori ex antiquitate Romana. Leipzig 1775.
- Ueber die öffentliche Gottesverehrung in geschlossenen Schulen : Als Herr Hennike als substituirter Pfarrer und Religionslehrer in der Closterschule Roßleben angestellt ward / vom Creißamtmann Just zu Tennstedt. Erfurt: Keysersche Buchh., 1790.
- Ueber den Charakter und Werth der vorzüglichsten Erziehungs- und Lehr-Institute unsers Zeitalters : nebst einer fortgesetzten Nachricht über die jetzige Beschaffenheit der Closterschule Roßleben / Vom Creißamtmann Just zu Tennstedt. Gotha: Perthes, 1795.
- Friedrich von Hardenberg. In: Nekrolog der Teutschen für das neunzehnte Jahrhundert. Hrsg. von Friedrich Schlichtegroll. Bd. 4, Gotha 1805, S. 187–241. Zugleich als Separatdruck u.d.T.: Andenken an Friedrich von Hardenberg. Gotha 1805.
- Über die Verhältnisse des Gräflichen Hauses Stolberg gegen das Churhaus Sachsen. Craz, Freiberg 1801 (Digitalisat)